# Paciornica gruszowianka
Paciornica gruszowianka (Contarinia pirivora) – owad z rodziny pryszczarkowatych, rzędu muchówek. Występuje w Europie. Szkodnik gruszy spotykany na przełomie kwietnia i maja.

## Wygląd
Dorosły owad przypomina wyglądem komara, o delikatnym ciemnoszarym ciele, osiągającym do 4 mm. Jaja wydłużone, białe z cienką nicią, a larwa kremowożółta osiągająca długość również formy dorosłej.

## Rozwój
Larwy zimują w wierzchniej warstwie gleby, w okresie wiosennym przepoczwarzają się a pod koniec kwietnia i w maju następuje wylot dorosłych owadów. Wiosną w okresie gdy pąki gruszy są w stadium zielonego pąka wylatują owady dorosłe, które składają jaja do wnętrza rozwijających się pąków kwiatowych. Larwy wgryzają się do wnętrza zalążni i żerują w zawiązku owocowym. Zaatakowane zawiązki rosną początkowo szybciej i stają się bardziej pękate niż zawiązki zdrowe. Wkrótce jednak wzrost ich ulega zahamowaniu, następnie czerwienieją, później czernieją i opadają.